# Санта-Марія-ін-Віа-Лата
Санта-Марія-ін-Віа-Лата (лат. Sanctae Mariae in Via Lata) — титулярна церква на віа-дель-Корсо (раніше Віа-Лата) в Римі.

## Історія
Побудована на місці античних римських будівель, а також будівель VIII, IX, X століть (в крипті збереглися фрески цього періоду). За переказами, в одній з цих будівель (або на місці теперішньої церкви Сан Паоло алла Регола) два роки провів під вартою апостол Павло, який писав тут послання.
Відреставрована в бароковому стилі Козімо Фанзаго у 1639 році. Фасад виконаний за проектом П'єтро да Кортона у 1658–1662 роках. При папі Олександрі VII у 1662 році над церквою встановлений великий верхній поверх, щоб запобігти оточенню будинками. Дзвіниця роботи Мартіно Лонгі ст. (1580). На підлозі видно залишки мозаїки роботи сім'ї Косматі.
У цій церкві знаходяться поховання Жозефа і Люсьєна Бонапартів та представників цієї родини, похованих у XVIII столітті.

## Титулярна дияконія
Церква Санта Марія ін Віа Лата є однією з титулярних дияконій Рима (26 лютого 2002 року піднесена до рангу титулярної церкви pro hac vice). Кардиналом-пресвітером з титулом цієї церкви є австралійський кардинал Едвард Кассіді (з 28 червня 1991 до 26 лютого 2002 року він був кардиналом-дияконом цієї дияконії).